# Dracula père et fils
Pour plus de détails, voir Fiche technique et Distribution.
Dracula père et fils est un film français réalisé par Édouard Molinaro et sorti en 1976.
Adaptation du roman Paris Vampire de Claude Klotz, il s'agit d'une parodie de films de vampires avec Christopher Lee dans le rôle du Comte, Bernard Menez dans celui du fils, Marie-Hélène Breillat (alors, madame Molinaro) et sa sœur, la future réalisatrice, Catherine Breillat. On y reconnaît aussi, dans des rôles plus secondaires des comédiens comme Gérard Jugnot, Raymond Bussières et Jean-Claude Dauphin.

## Synopsis
Dracula papa et fils, deux vampires, sont contraints de fuir leur château familial, réquisitionné par le régime communiste. Cherchant refuge de l'autre côté du rideau de fer, ils sont malencontreusement séparés sur le trajet : tandis que le père débarque par accident sur les côtes de Grande-Bretagne, où il devient vedette de films d'épouvante, le fils échoue sur les côtes françaises où il subit de multiples déboires en tant que travailleur immigré.
Chacun pensant l'autre perdu à tout jamais, le sort les réunit pourtant à l'occasion d'un tournage de film en France. Mais les retrouvailles tournent rapidement à l'aigre car une rivalité amoureuse entre le père et le fils vient envenimer leur relation.

## Fiche technique
Source : IMDb
- Titre : Dracula père et fils
- Réalisation : Édouard Molinaro
- Scénario : Alain Godard, Jean-Marie Poiré, Édouard Molinaro d'après le roman de Claude Klotz
- Musique : Vladimir Cosma
- Photographie : Alain Levent
- Montage : Monique Isnardon et Robert Isnardon
- Décors : Jacques Bufnoir
- Costumes : Jacques Fonteray
- Son : Daniel Brisseau
- Production : Alain Poiré
- Société de production : Gaumont et Productions 2000
- Société de distribution : Gaumont (France)
- Pays :  France
- Langues : français, anglais
- Format : couleur (Eastmancolor) - 35 mm - son : mono - rapport de forme : 1,66 : 1
- Genre : comédie horrifique et fantastique
- Durée : 96 minutes
- Dates de sortie : 
  - France : 15 septembre 1976
  - États-Unis : mai 1979
- DVD : Sortie française 9 juillet 2014 chez Gaumont (Le film n’a pas fait l’objet d’une restauration numérique de l’image et du son.)

## Distribution
Source : IMDb
- Christopher Lee : Dracula
- Bernard Ménez : Ferdinand Poitevin
- Marie-Hélène Breillat : Nicole Clément
- Catherine Breillat : Hermine Poitevin
- Bernard Alane : Jean
- Jean-Claude Dauphin : Cristéa/Christian Polanski
- Mustapha Dali : Khaleb
- Anna Gaël : Miss Gaylor
- Claude Génia : Marguerite
- Xavier Depraz : majordome de Dracula
- Cédric Dumond : petit-fils de Dracula
- Anna Prucnal : actrice avec un chat blanc
- Jean Lescot : homme au crucifix (proche de Christian)
- Raymond Bussières : vieil homme à l'A.N.P.E
- Lyne Chardonnet : infirmière
- Robert Dalban : réceptionniste hôtel
- Jean-François Dérec : gardien hôpital
- Patrick Feigelson : soldat
- Gérard Jugnot : responsable de l'usine
- Albert Simono : vendeur de cercueils
- Marthe Villalonga : femme dans le métro
- Dominique Zardi : agent
- Jean-Marie Arnoux
- Arlette Balkis
- Jacques Boudet : réalisateur à Paris
- Branko
- Geoffrey Carey : réalisateur à Londres
- Véronique Dancier
- Louise Dhour
- Jean-François Duhamel
- Tudor Eliad
- Jean-Paul Franky
- Jacques Galland
- Maïtena Galli
- Gill Gam
- Jean-Pierre Garrigues : producteur de films
- Jean-Yves Gautier : chef de Nicole
- Raoul Guylad
- Jacqueline Hopstein
- Peter J. Kavanagh
- Daniel Léger
- Lucienne Legrand
- Robert Lestourneaud
- Sylvain Lévignac
- Colin Mann
- Moz-Djier
- Carlo Nell : homme qui accompagne Dracula à Paris
- Patrice Pascal
- Guy Piérauld : homme qui récupéra le réveil
- Olivier Pierre
- Henri Pillsbury
- Daniel Popescu
- Paul Rieger
- Pierre-Olivier Scotto
- Jean-Louis Tristan
- Rémy Julienne : cascades
- Claude Brovelli

## Autour du film
- Christopher Lee s'est toujours défendu d'avoir incarné ici le personnage de Dracula, d'ailleurs le film fut tourné sous le titre plus court "Père et fils" avant que les producteurs n'optent pour son intitulé définitif.
- On peut discerner dans le film un hommage discret à Roman Polanski et donc à son film Le Bal des vampires. On voit au début du film un ouvrage manuscrit en gros plan intitulé "De l'existence des morts-vivants en Transylvanie par Christea Polanski"
- C'est la toute dernière fois que Christopher Lee incarne un rôle de vampire au cinéma.
- En 1974, Bernard Ménez était déjà apparu dans une autre parodie française de vampires, Tendre Dracula avec Peter Cushing.
- Gérard Jugnot apparaît dans une autre parodie française de films de vampires, Les Charlots contre Dracula (1980).
- Après Les Mains D'Orlac (1960), c'est le deuxième film dans lequel Christopher Lee s'exprime en français.
- Contrairement à ce précédent titre où Christopher Lee avait tourné ses scènes deux fois, en anglais et en français, il a ici effectué lui-même un doublage en langue anglaise qui ne sera finalement pas utilisé dans le remontage du film (copieusement tronqué et déstructuré) pour sa sortie tardive aux États-Unis en 1979.
- On dénombre trois autres comédies dans lesquelles Christopher Lee incarne un vampire : Les temps sont durs pour les vampires (1959), The Magic Christian (1969) et One More Time (1970). Des extraits du film Les Cicatrices de Dracula figurent en outre dans les comédies fantastiques Vampire, vous avez dit vampire ? (Fright Night, 1985) et J'ai épousé une extra-terrestre (1988), sans que l'acteur ne soit mentionné au générique. Il apparaît en revanche à celui de Innocent Blood (1992), variation semi-parodique du mythe du vampire, pour un extrait de Le cauchemar de Dracula utilisé dans le film.
- Si, dans son intervention à l'émission le Club de la chaine câblée Ciné Cinéfil vers la fin des années 1990, le cinéaste Édouard Molinaro n'hésita pas à qualifier Dracula Père et Fils de « film raté », l'acteur Bernard Ménez, en revanche, profita de son passage à un autre numéro de cette même émission pour affirmer en être particulièrement fier.